# Madame Marcotte de Sainte-Marie
Madame Marcotte de Sainte-Marie è un dipinto realizzato nel 1826 da Jean-Auguste-Dominique Ingres e che rappresenta Suzanne Clarisse de Salvaing de Boissieu, moglie di Marin Marcotte de Sainte-Marie. Si tratta di uno dei primi ritratti, e uno dei rari ritratti femminili, dipinti dall'artista in questo periodo della sua vita, quando si trovava a Parigi prima del suo ritorno a Roma. Del ritratto esistono degli studi a matita, conservati a Montauban e al Louvre, per arrivare alla posa della modella. Fa parte delle collezioni di dipinti francesi del museo del Louvre.

## Storia
La tela venne esposta al Salone di Parigi del 1826-1827. Assieme alla Madame Rivière del 1806 è l'unico ritratto di una donna sposata esposto dall'artista alla celebre mostra. Dopo la sua realizzazione, l'opera appartenne all'effigiata fino alla sua morte, e nel 1862 venne lasciata in eredità al figlio Henri Marcotte de Sainte-Marie. Il quadro passò in seguito ai suoi figli nel 1916. Nel 1923 venne acquisito dal museo del Louvre attraverso il collezionista David David-Weill.

## Descrizione
L'opera ritrae Suzanne Clarisse seduta su una sedia ricoperta da un tessuto di raso giallo, davanti a uno sfondo scuro. La donna indossa un abito marrone stretto alla vita con una cintura, con delle maniche ampie e un colletto a quattro file, molto diverso dalle scollature presenti nei ritratti femminili del primo soggiorno romano del pittore (quando c'era il primo Impero). Nella mano destra ella tiene un fazzoletto bianco, mentre il polso sinistro è decorato da un bracciale.
L'effigiata non era molto contenta dei tempi lunghi delle pose, pertanto Ingres si concentrò soprattutto sul suo volto, e per quanto riguarda le mani le dipinse riprendendo quelle di sua moglie Madeleine.